# ㅍ
ㅍ (reviderad romanisering: pieup, hangul: 피읖) är den trettonde bokstaven i det koreanska alfabetet. Den är en av fjorton grundkonsonanter.